# Großer Buchstein
Großer Buchstein är ett berg i Österrike.   Det ligger i distriktet Liezen och förbundslandet Steiermark, i den östra delen av landet, 150 km sydväst om huvudstaden Wien. Toppen på Großer Buchstein är 2 224 meter över havet, eller 1 369 meter över den omgivande terrängen. Bredden vid basen är 9,8 km. Großer Buchstein ingår i Ennstaler Alpen.
Terrängen runt Großer Buchstein är huvudsakligen bergig. Närmaste större samhälle är Trieben, 15,0 km sydväst om Großer Buchstein. 
I omgivningarna runt Großer Buchstein växer i huvudsak blandskog. Runt Großer Buchstein är det ganska glesbefolkat, med 25 invånare per kvadratkilometer.